# El Fureidīs
El Fureidīs (hebreiska: אל פרידיס) är en ort i Israel.   Den ligger i distriktet Haifa, i den norra delen av landet. El Fureidīs ligger 33 meter över havet och antalet invånare är 9 999.
Terrängen runt El Fureidīs är huvudsakligen platt, men norrut är den kuperad. Havet är nära El Fureidīs åt nordväst. Runt El Fureidīs är det ganska tätbefolkat, med 230 invånare per kvadratkilometer. Närmaste större samhälle är Hadera, 17,9 km söder om El Fureidīs. Trakten runt El Fureidīs består till största delen av jordbruksmark.